# 神戸市交通局750形電車
神戸市交通局750形電車（こうべしこうつうきょく750がたでんしゃ）は、神戸市交通局がかつて所有していた神戸市電の路面電車車両である。

## 概要
750形は、戦前にロマンスカーとして名を馳せた700形の言わば後継車的な存在として、1949年から1953年にかけて 751 -760 の10両が製造された。漸く復興なった神戸市交通局長田車両工場で、戦前の様な設備は整わないまでも、何とか車輌製造が可能な環境が整ったので、まずは車両を製造してみようという事で作られたのである。
車体は、既に登場していた900形から中扉部分の車体を縮めた形で、700形よりも短くなった。電装機器類も新たに製造されたものである。まず 751, 752 の2両が1949年に登場し、1951年に 753 - 755 の3両が増備された。集電装置は 751, 752 がトロリーポールなのに対し、753 - 755 はビューゲルとなった。
やや間が空いて1953年に増備された 756 - 760 は、市民からの要望に応える形で待望のロマンスカーとして製造された。室内の座席には、出入台付近には1人掛けの転換クロスシートが前後あわせて8脚、中央部には2人掛けの転換クロスシートが16脚並ぶび、室内灯は窓上に蛍光灯を並べて装備するという、従来車とは一線を画する出来栄えで、市民から大変歓迎されたという。
しかし、乗客増が続いた当時の神戸市電においては、クロスシート車は乗客収容力に欠けるため、ラッシュ時には使用する事が出来ず、昼間においてもあまり使用されなくなるなど、やや宝の持ち腐れ的な状態になってしまった。そこで交通局では、クロスシートのロングシート化に踏み切る事となり、1963年に改造を実施、ロマンスカーとしての750形は10年で消滅した。なお同時に、窓枠下段のアルミサッシ化が実施されている。
その後は10両ともに揃って使用され、この間事故に遭った 760 は、側面窓全てがアルミサッシ化されている。
750形は、1970年3月の山手・上沢・須磨の各線が廃止された際にも廃車を免れたが、結局同年8月1日付で廃車された。このうち 760 は解体を免れて局工場で保管されたが、結局片側の運転台部を除いて解体された。現在、神戸市営地下鉄名谷車両基地に保管されており、車庫の一般公開日に同じく保存されている700形705や800形808ともども公開展示される。また、705の車内に設置されているクロスシートは、本形式からの流用品である。